# Parafia Zwiastowania Najświętszej Maryi Panny w Żelechowie
Parafia pod wezwaniem Zwiastowania Najświętszej Maryi Panny w Żelechowie – rzymskokatolicka parafia skupiająca poza miastem także kilka okolicznych miejscowości. Parafia należy do dekanatu żelechowskiego, należącego do diecezji siedleckiej.

## Historia
Pierwsza wzmianka o parafii po raz pierwszy pojawia się w wykazach świętopietrza z 1325 roku. Była ona początkowo pw. św. Stanisława. Pierwszy kościół drewniany został zniszczony w pożarze w roku 1682. Obecny kościół murowany wybudowano w latach 1682-1695, a następnie  powiększono w 1889-1894. Kościół jest w stylu barokowym a jego wystrój w stylu neobarokowym. 
W odległości 300 m od kościoła znajduje się cmentarz parafialny na którym ulokowana jest kaplica pw. św. Krzyża. Przy parafii działają Siostry Opatrzności Bożej.
Kronika parafialna prowadzona jest od 1676 roku, co czyni ją jedną ze starszych w regionie. Księgi metrykalne sięgają do 1748 roku.

### Zasięg parafii
Do parafii należą wierni z miejscowości: Żelechów (siedziba), Borucicha, Budziska (część), Nowy Goniwilk, Gózdek (część), Huta Zadybska, Huta Żelechowska, Janówek, Jarczew, Kalinów, Nowy Kębłów, Stary Kębłów, Łomnica, Piastów, Sokolniki, Stefanów, Stryj, Nowe Zadybie, Stare Zadybie, Wygranka, Zakrzówek i Zaryte (część).

### Świątynie
Główną świątynią jest kościół pw. Zwiastowania Najświętszej Maryi Panny. Drugi, mniejszy kościół pw. św. Stanisława Biskupa znajduje się także w Żelechowie. Kaplice wyjazdowe znajdują się w Piastowie, Starym Goniwilku i Starym Zadybiu.